# تادوان
تادوان، روستایی در دهستان راهگان شمالی بخش راهگان شهرستان خفر در استان فارس ایران است. این روستا، مرکز دهستان راهگان شمالی است.

## جمعیت
بر پایه سرشماری عمومی نفوس و مسکن در سال ۱۳۹۵، جمعیت این روستا برابر با ۱٬۰۱۳ نفر (۳۴۴ خانوار) بوده است.